# Itziar Ituño
Itziar Ituño Martínez (Basauri, Vizcaya, 18 de junio de 1974) es una actriz y cantante española, conocida principalmente por interpretar a la inspectora Raquel Murillo en la serie La casa de papel de Antena 3 y Netflix y también por su papel de Nekane Beitia en Goenkale, la telenovela de más duración del País Vasco.

## Biografía
Nació en Basauri, Vizcaya, el 18 de junio de 1974. En su Escuela de Teatro  estudió interpretación. Ituño es además licenciada en Sociología urbano-industrial y política por la Universidad del País Vasco.
Su primer trabajo en la televisión fue a los 19 años, en 1993 para Antena 3 en el programa Lo que necesitas es amor, luego le siguió la TV movie Agur Olentzero, agur (en castellano ‘Adiós Olentzero, adiós’) en 1997.
El 3 de marzo de 1999 apareció por primera vez en la serie Goenkale, en aquel entonces la serie más conocida y popular del País Vasco. En la telenovela encarnó al personaje Nekane Beitia, una ertzaina lesbiana del pueblo ficticio de Arralde. Permaneció en la serie hasta 2015. El papel de Nekane le otorgó a Ituño una gran popularidad en Euskadi.
Ituño participó en las películas Loreak e Igelak, estrenadas en 2015 y 2016 respectivamente. Loreak fue escogida para representar a España en la 88 edición de los premios Oscar en la categoría de Mejor película de habla no inglesa. En 2017 sus trabajos salieron más allá del País Vasco y dio el salto nacional con La casa de papel, serie de Antena 3 que posteriormente fue adquirida por la plataforma Netflix.
La actriz compagina sus trabajos en cine, televisión y teatro junto a la música, siendo vocalista en tres grupos: Dangiliske, EZ3 e INGOT. Ha protagonizado junto con Anne Etchegoyen la canción «No es No», interpretada en tres idiomas: euskera, español y francés.
El 26 de septiembre de 2017 fue la presentadora de la gala del cine vasco y ETB en la 65 edición del Festival de San Sebastián.
En octubre de 2020, apareció en el segundo episodio de la segunda temporada de Mask Singer en Francia, como estrella internacional. Interpretó el papel de Bailarina y la canción «Million Reasons» de Lady Gaga.
En junio de 2022, protagonizó la serie de plataforma de Netflix llamada Intimidad que interpretó a Malen Zubiri, una política que lucha para ser alcaldesa pero a la que  suben un video sexual que hace que su carrera sea más difícil.
El domingo 14 de enero de 2024 estuvo en la cabecera de una masiva manifestación en Bilbao que pedía que se aplicase a los presos de ETA la política penitenciaria ordinaria, acción que fue criticada en redes sociales y que provocó la desvinculación respecto a su persona y cese de todas las campañas de publicidad  de un concesionario de coches de la marca BMW y de la aerolínea Iberia.

## Filmografía

### Televisión
| Año             | Título                  | Personaje               | Cadena               | Notas              |
| --------------- | ----------------------- | ----------------------- | -------------------- | ------------------ |
| 2004-2015       | Goenkale                | Nekane Beitia           | ETB 1                | +300 episodios     |
| 2014            | Sabino                  | Paulina Arana           | ETB 1                | Telefilme          |
| 2017            | Cuéntame cómo pasó      | Koro Zabaleta           | La 1                 | 5 episodios        |
| 2017            | Pulsaciones             | Estrella invitada       | Antena 3             | 1 episodio         |
| 2017-2021       | La casa de papel        | Raquel Murillo «Lisboa» | Antena 3 / Netflix   | 41 episodios       |
| 2020            |                         |                         |                      |                    |
| Alardea         | Amaia                   | ETB 1                   | 4 episodios          |                    |
| Masked Singer 2 | Bailarina               | TF1                     | Concursante invitada |                    |
| 2022            | Intimidad               | Malen Zubiri            | Netflix              | 8 episodios        |
| 2023            | ¿Quién es la máscara? 3 | Camaleón                | Teledoce             | 1.ª desenmascarada |
| 2023            | Berlín                  | Raquel Murillo «Lisboa» | Netflix              | 2 episodios        |
| 2024            | Detective Touré         | Txaro                   | TVE / ETB            | 6 episodios        |

### Cine
| Año  | Título                              | Personaje              | Director          |
| ---- | ----------------------------------- | ---------------------- | ----------------- |
| 2003 | El final de la noche                | Raquel                 | Patxi Barco       |
| 2004 | Agujeros en el cielo                | Elena                  | Pedro Mari Santos |
| 2010 | Estrellas que alcanzar              | Sor Angustias          | Mikel Rueda       |
| 2012 | El cazador de dragones              | Maddalen               | Patxi Barco       |
| 2014 | Loreak                              | Lourdes                | Jon Garaño        |
| 2014 | Lasa y Zabala                       | Amaia                  | Pablo Malo        |
| 2015 | Un otoño sin Berlín                 | Sofía                  | Lara Izagirre     |
| 2016 | Igelak                              | Carmen                 | Patxo Telleria    |
| 2017 | Errementari: El herrero y el diablo | Ana                    | Paul Urkijo       |
| 2017 | Morir                               | Enfermera              | Fernando Franco   |
| 2019 | El silencio de la ciudad blanca     | Doctora Guevara        | Daniel Calparsoro |
| 2020 | Campanadas a muerto                 | Karmen                 | Imanol Rayo       |
| 2020 | Nora                                | Trabajadora gasolinera | Lara Izagirre     |
| 2020 | Todas las lunas                     | Madre                  | Igor Legarreta    |
| 2022 | Irati                               | Mari                   | Paul Urkijo       |
| 2023 | Las buenas compañías                | Feli                   | Sílvia Munt       |

## Teatro
- Izarrak/Estrellas (2003)
- Pakitarentzat Bakarrik (2004)
- Zeta/Seda (2005)
- Jostailuen Istorioak/Historia de juguetes (2005)
- Lapurzuola/Cueva de ladrones (2007)
- Grönholm Metodoa (2008)
- AURI-AURI (2010)
- Ilunpetan/El Apagón (2010)
- Amantalaren Ahotsa (2011)
- Herioa eta Dontzeila (2012)
- Hitzak/Palabras (2013-2014)
- Koadernoa Zuri/Cuaderno en blanco (2016-presente)
- Desoxirribonucleico (2017)
- Funtzak (2017)
- Yo soy Pichichi (2018)
- La Tarara (2022)
- HOBE IXILIK! (2023)

## Discografía
- Itziar Ituño, Ingot Wararu (2018)
- Itziar Ituño, Ingot Sorgina Kaskarina (2019)
- Itziar Ituño, Ingot Zeugaz (2018)
- Anne Etchegoyen, Itziar Ituño : No es No (2020)
- Dupla, Itziar Ituño: Hamaika Gara

## Premios y reconocimientos

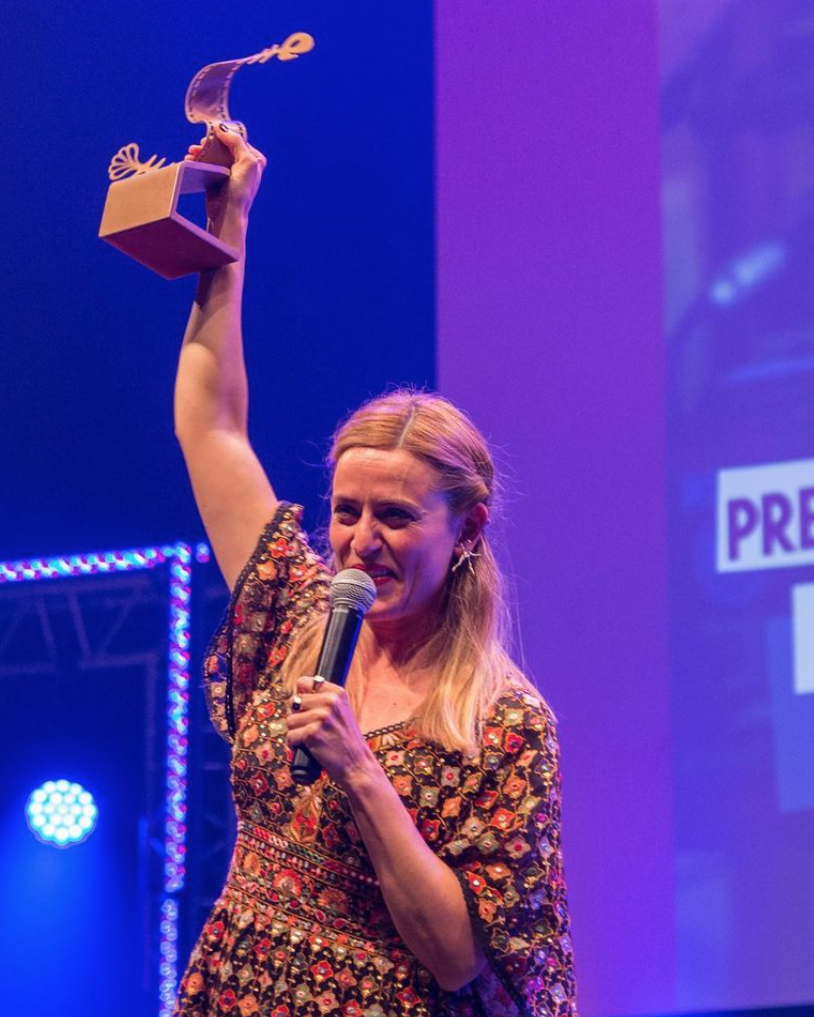
Itziar Ituño en el Festival de Santurtzi 2021

- Premios Fotogramas de Plata por Intimidad (2022)[19]
- Premio Serantes del Festival de Santurtzi (2021)[20]
- Mucho más que series (2021) por Mejor Actriz de Serie Dramática por La Casa de Papel
- Premio Besarkada Mejor Actriz de televisión por La Casa de Papel (2020)[21]
- Premio Labayen del festival de Cine de San Sebastián (2019)[22]
- Premio AISGE en el Festival de Vitoria (2019)
- Premio especial en el Festival de Sorrento
- Premio Emmy Internacional junto con el resto del reparto de La Casa de Papel a mejor drama (2018)